# Agelena hirsutissima
Agelena hirsutissima är en spindelart som beskrevs av Lodovico di Caporiacco 1940. Agelena hirsutissima ingår i släktet Agelena och familjen trattspindlar.
Artens utbredningsområde är Etiopien. Inga underarter finns listade i Catalogue of Life.